# فيروسات هربسية
الفيروسات الهربسية أو الفيروسات الحلئية (بالإنجليزية: Herpesviridae)‏ هي عائلة واسعة من فيروسات الدنا والتي تسبب أمراض لدى الحيوان والاٍنسان. اٍسم العائلة مشتق من الكلمة اليونانية herpein والتي تعني زحف.
يمكن للفيروسات الهربسية أن تسبب اٍصابات كامنة أو حالة.

## وصلات خارجية
- فيروسات هربسية
- tdv;shj فيروسات الحيوانات
- فيروسات الهربس
- إدارة المنتدى الدولي للهربس
- المركز الوطني للمصادر حول الفيروسات
- نظرة عامة